# Franco Antonicelli
Franco Antonicelli, né le 25 novembre 1902 à Voghera et décédé le 6 novembre 1974 à Turin, est un essayiste, poète et militant antifasciste italien.

## Ouvrages
- Il soldato di Lambessa, ERI, Turin, 1956
- 'Festa grande di aprile, Einaudi, Turin, 1964
- Calendario di letture, ERI, Turin, 1966
- La moneta seminata e altri scritti, con un saggio di varianti e una scelta di documenti su Guido Gozzano, a cura di F. Antonicelli, Milan, 1968
- Le parole turchine, illustrations de G. Tribaudino, Einaudi, Turin, 1973
- Resistenza, cultura e classe operaia, préface de G. C. Pajetta, Quaderni del movimento operaio n. 3, Gruppo Editoriale Piemontese, Turin, 1975
- Dall'antifascismo alla resistenza. Trent'anni di storia italiana (1915-1945), Einaudi, Turin, 1975
- La pratica della libertà, Documenti, discorsi, scritti politici 1929-1974, con ritratto critico di C. Stajano, Einaudi, Turin, 1976
- Capitoli gozzaniani, a cura di M. Mari, Leo S. Olschki, Florence, 1982
- Improvvisi e altri versi (1944-1974), All'insegna del pesce d'oro, Milan, 1984
- Finibusterre, Besa Editrice, Nardò, 1999
- Pinocchio ha settant'anni (1951), université de Pavie, Centro di ricerca sulla tradizione manoscritta di Autori moderni e contemporanei, 2002